# Вілліс Коновер
Вілліс Кларк Коновер (англ. Willis Clark Conover; 18 грудня 1920, Буффало, Нью-Йорк, США — 17 травня 1996, Александрія, Вірджинія, США) — американський джазовий продюсер і радіоведучий на радіо «Голос Америки», який пропрацював там понад сорок років. Ведучий передачі «Година джазу» (Jazz Hour). Найвизначніший радіоведучий у міжнародному джазі.

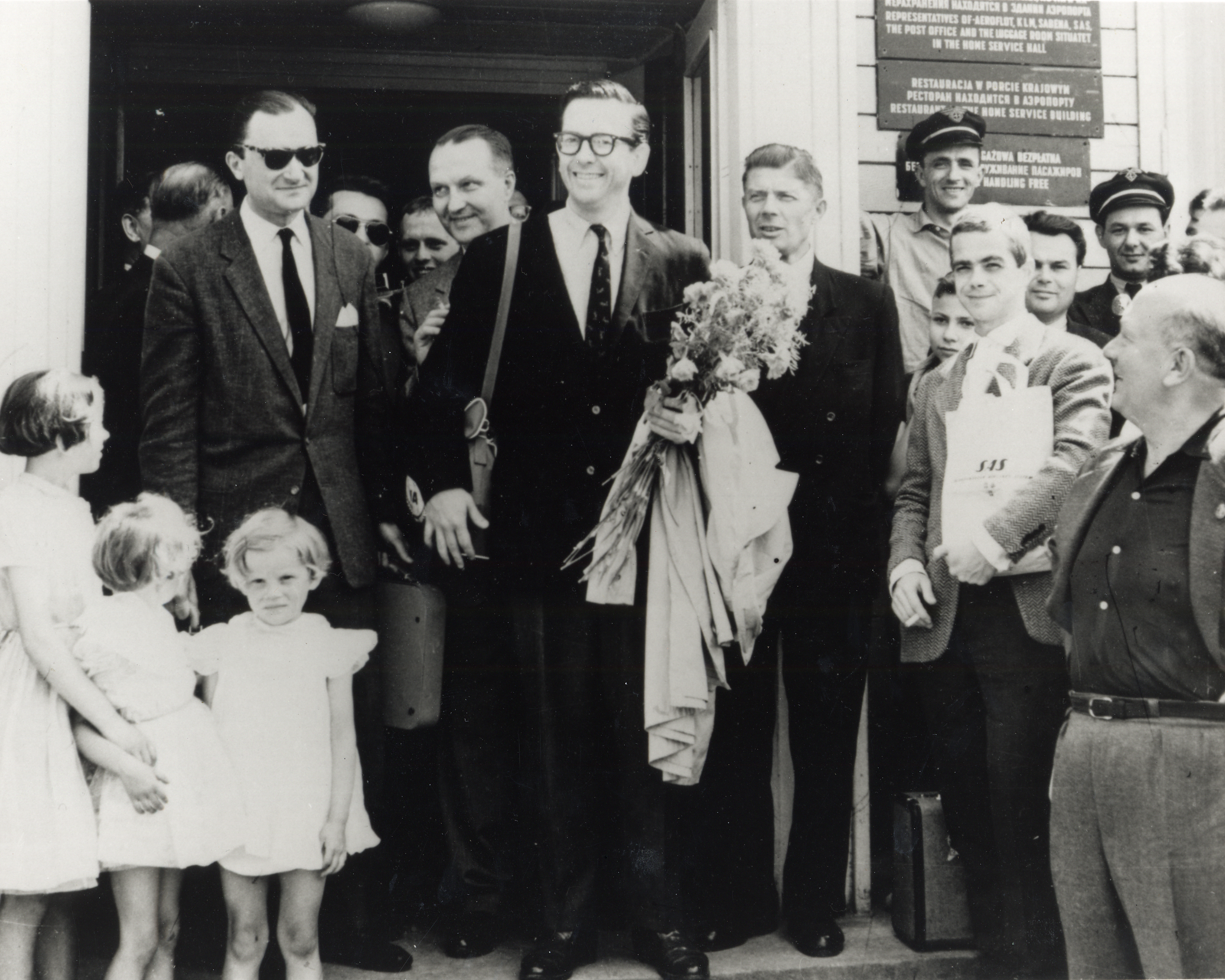
Приїзд Вілліса Коновера до Польщі. 1059

Вілліс Коновер був продюсером джазових концертів у Білому домі, на Ньюпортському джазовому фестивалі, а також джазової музики для кіно та телебачення. Складаючи концертні програми, на які приходили люди різних рас та національностей, він почав користуватися популярністю у нічних клубах Вашингтона. Починаючи з 1955 року, його радіо-передача «Музика США» (Music USA) транслювалася в усьому світі, збираючи біля радіоприймачів мільйони людей. Коновер зі своїм нічним мовленням став дуже популярним у зв'язку з наростаючим зацікавленням до живого джазу в країнах Східної Європи під час холодної війни.

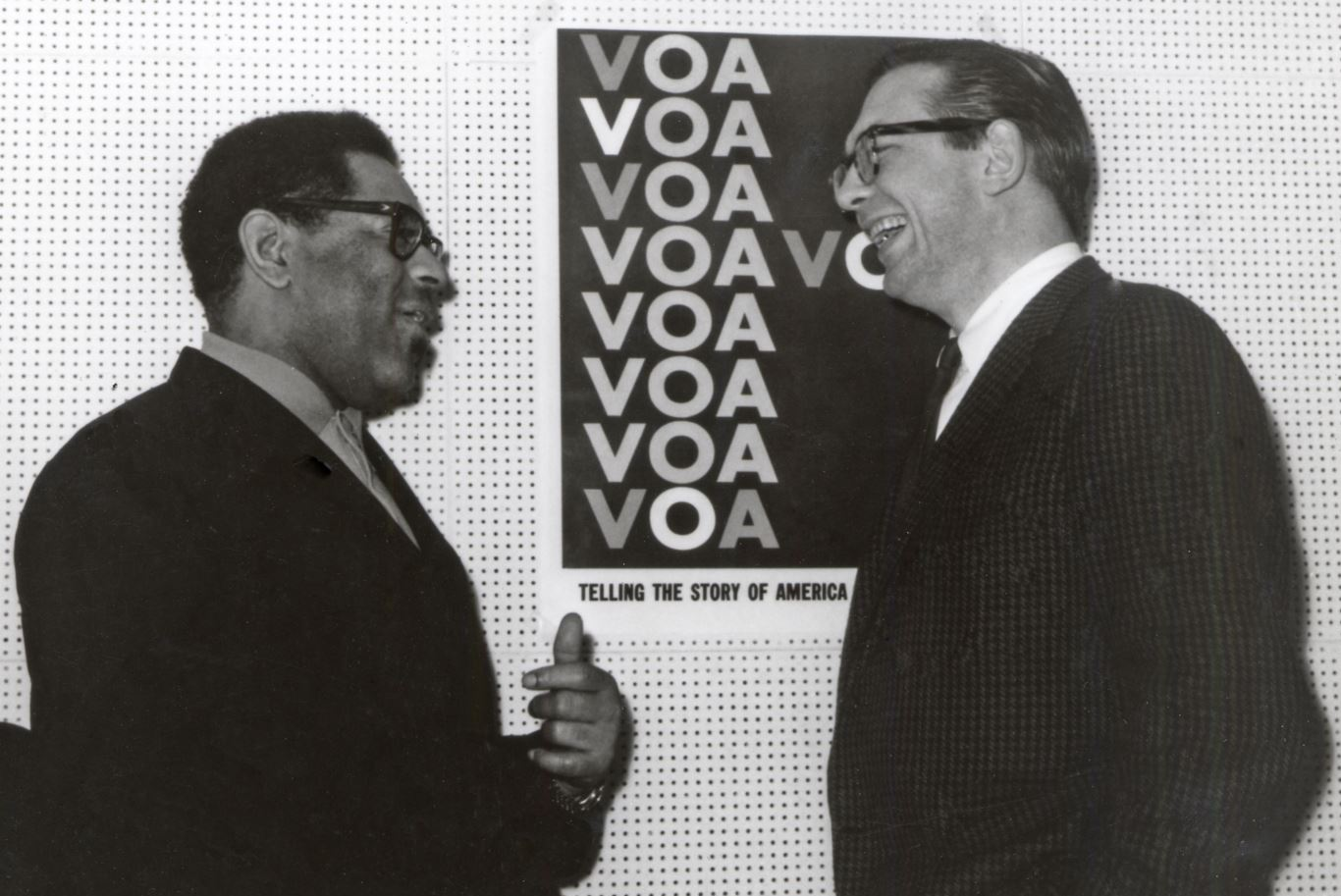
Діззі Гіллеспі та Вілліс Коновер на радіостанції «Голос Америки»

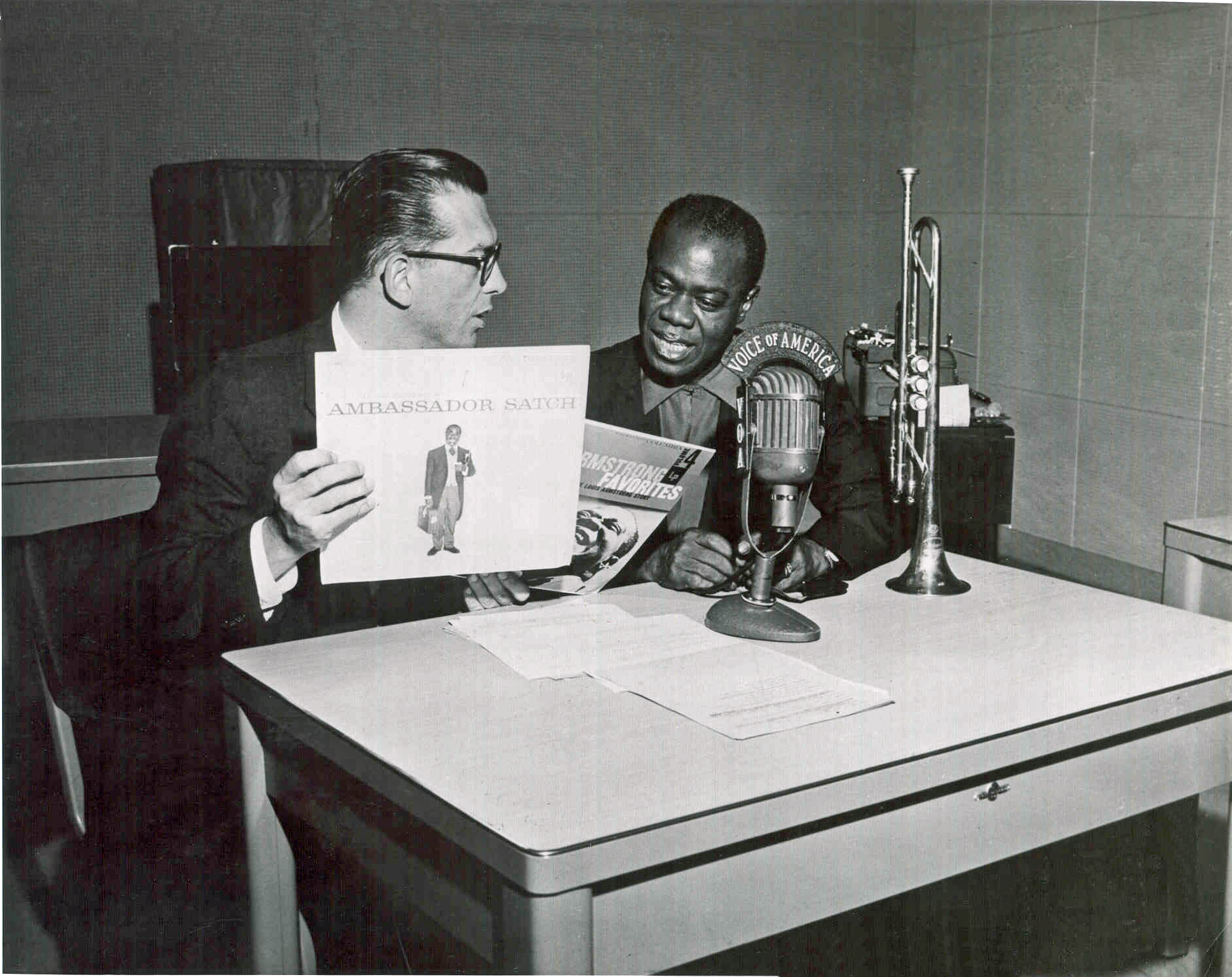
Луї Армстронг у студії Вілліса Коновера. 1956

## Життєпис
Батько Коновера хотів щоб Вілліс продовжив сімейну традицію, ставши військовим, і навчався в військовому коледжі Цитадель у штаті Південна Кароліна. Натомість, Вілліс навчався в педагогічному коледжі у Солсбері, в штаті Меріленд, і став радіоведучим радіостанції WTBO в Камберленді, в цьому ж штаті.
В 1954 році він переїхав до Вашингтона, федеральний округ Колумбія, і зосередився на джазі у своїх програмах, особливо на «Годині Дюка Еллінгтона в суботні вечори». Серед гостей цієї програми та суботніх ранкових шоу було багато джазових музикантів.

## «Голос Америки»
Починаючи з 1955 року, він став ведучим нічного радіошоу «Голос джазу» на міжнародному радіо «Голос Америки» у Вашингтоні. Він говорив простою англійською мовою, глибоким і повільним голосом, щоб його розуміли у всьому світі, з уривком з відомої композиції «Їдьте на поїзді А» (Take the «A» Train), від біг-бенду його великого друга Дюка Еллінгтона. Шоу успішно транслювалося до кінця свого існування, понад 40 років, зокрема для СРСР, часів холодної війни, з демонструванням численних джазових стандартів свінгу, біг-бендів епохи джазу та інтерв'ю з багатьма зірками джазу того часу, яких він пропагував, такими як Дюк Еллінгтон, Луї Армстронг, Бенні Гудман, Арті Шоу, Лайонел Гемптон, Елла Фіцджеральд, Біллі Голідей, Сара Воган, Пеггі Лі, Бінг Кросбі, Діззі Гіллеспі, Чарлі Паркер, Оскар Пітерсон, Ірвінг Берлін, Стен Гетц, Дейв Брубек, Стен Кентон і навіть Арт Тейтум. Ці радіозаписи історичних інтерв'ю архівуються в Національному реєстрі звукозаписів Бібліотеки Конгресу Сполучених Штатів як «культурно, історично чи естетично значущі» записи.
Вілліс Коновер помер від раку легенів 17 травня 1996 року у віці 75 років. Він був курцем протягом 57 років. Похований на Арлінгтонському національному цвинтарі.

## Відзнаки
- 1996 Національної медалі мистецтв США
- 1997 Австрійський почесний знак «За науку та мистецтво»[de]